# William Edmonstone
William Edmonstone, cuarto baronet Edmonstone CB (29 de enero de 1810 - 18 de febrero de 1888), también 14° Señor de Duntreath, fue un comandante naval escocés cortesano y político. Nacido en Hampton, Edmonstone fue miembro del Parlamento por Stirlingshire de 1874 a 1880, y  ayudante de campo de la reina Victoria. Se casó en Zante, Grecia, el 13 de julio de 1841, con Mary Elizabeth Parsons, hija del teniente coronel C. M. G. Parsons, un británico residente en la isla de Zante, en el momento en que las islas Jónicas fueron un protectorado británico. 
Mary Elizabeth y Sir William tuvieron en total once niños. De sus nueve hijas, la mayor Mary Emma Frances murió cuando tenía cinco años. Su primer hijo, llamado Archibald, murió en la infancia, pero su segundo hijo, del mismo nombre, sobrevivió. Una de sus hijas fue Alice Keppel, una socialité británica y la amante más famosa de Eduardo VII del Reino Unido, su tataranieta Camila, es la segunda esposa de Carlos III del Reino Unido.